# Grèzes (Dordogna)
Grèzes è un comune francese di 191 abitanti situato nel dipartimento della Dordogna nella regione della Nuova Aquitania.

## Società

### Evoluzione demografica
Abitanti censiti